# Live and Let Die (film)
Live and Let Die is de achtste James Bondfilm, geproduceerd door EON Productions. De film werd uitgebracht in 1973 en is gebaseerd op het gelijknamige boek van Ian Fleming uit 1954. Het is de eerste Bondfilm waarin Roger Moore de rol van Bond vertolkte, ter vervanging van Sean Connery. Voodoo en Tarot spelen een belangrijke rol in de film.

## Verhaal
Binnen één etmaal worden drie Britse agenten vermoord: de eerste in New York, in het hoofdkwartier van de VN, waar hij Dr. Kananga, de premier van het Caribische eiland San Monique, in de gaten hield; de tweede in New Orleans die het restaurant "Fillet of Soul" in de gaten houdt; de derde op San Monique zelf. Er is dus mogelijk een connectie. James Bond wordt (na een nachtelijk bezoekje van M en Miss Moneypenny op missie naar New York gestuurd, waar hij zal samenwerken met zijn vriend Felix Leiter van de CIA, die Kananga's ambassade afluistert. Direct bij aankomst in New York wordt de chauffeur van Bond vermoord door Whisper, een handlanger van Dr. Kananga. Bond komt zelf ook bijna om als hij de auto onder controle probeert te krijgen. Via Felix Leiter krijgt hij te horen dat de auto van de moordenaar geregistreerd staat bij een Voodoo-winkel. Vanuit de winkel volgt hij de auto, die naar Harlem gaat, en stopt bij een restaurant dat ook "Filet of Soul" heet. De taxichauffeur (tevens een handlanger van Kananga) licht het restaurant in over Bonds komst. In het restaurant wordt hij opgewacht door Mr. Big een gangster die de eigenaar is van de Fillet of Soul restaurants. Bond wordt overmeesterd en ontmoet Solitaire, een helderziend meisje, dat de toekomst kan voorspellen door middel van tarotkaarten. Mr. Big beveelt dat Bond gedood moet worden. Buiten slaagt Bond erin om van de handlangers die hem moesten doden te ontsnappen met de behulp van CIA agent Harry Strutter. Deze legt hem uit dat Mr. Big de machtigste crimineel van de stad is. De vraag is wat Kananga en hij met elkaar te maken hebben.
Bond volgt Kananga naar San Monique, waar hij assistentie krijgt van CIA-agente Rosie Carver, en van Quarrel Jr. Als blijkt dat Rosie ook de assistente was van Baines, de agent die op het eiland vermoord werd, vertrouwt Bond het niet en zet Rosie onder druk. Ze wordt door Kananga omgebracht. Met behulp van Quarrel dringt Bond binnen in het huis van Solitaire, en verleidt haar in de hoop dat ze hem tegen Kananga zal helpen. Nu Solitaire echter geen maagd meer is, is ze haar gave ook kwijt. Samen ontsnappen ze van San Monique, maar niet alvorens te ontdekken dat Kananga er grote plantages vol papaver verbergt.
Ze gaan naar New Orleans om de laatste vraagstukken op te lossen, maar de bende van Mr. Big wacht hen op. Bond ontsnapt, maar zonder Solitaire. De CIA heeft in New Orleans ook een Filet of Soul-restaurant ontdekt. Bond en Felix gaan erheen, maar Bond wordt opnieuw gevangengenomen door Mr. Big. Mr. Big vermoedt dat Bond met Solitaire heeft geslapen en in zijn woede onthult hij dat hij Kananga is. Kananga vertelt Bond dat hij van plan is om twee ton heroïne gratis te gaan weggeven, zodat zijn concurrenten failliet zullen gaan, waarna hij een monopolie op de heroïnehandel zal hebben. De heroïne wordt verspreid via zijn restaurantketen. Bond wordt afgevoerd door Tee Hee, een schurk met een mechanische arm. Door een simpele test weet Kananga nu zeker dat Solitaire haar gave kwijt is. Woest verteld Kananga haar dat hij de gene zou zijn die haar krachten zou 'afnemen' en geeft hij haar over aan Baron Samedi, die haar moet op offeren. Tee Hee brengt Bond naar zijn krokodillenboerderij, waar hij Bond aan de krokodillen geeft. Bond ontsnapt echter door over de ruggen van de beesten te springen en steekt het gebouw, waar de opium tot heroïne bewerkt wordt, in brand. Hij vlucht in een speedboot en wordt achtervolgt door de schurken onder leiding van Adam, een handlanger van Tee Hee. Onderweg raken de rancuneuze sheriff J.W. Pepper en de Louisiana State Police verwikkeld in de achtervolging. J.W. Pepper komt met het idee om zijn schoonbroer in te huren aangezien hij de snelste boot in de omgeving heeft. Helaas heeft Adam de boot gestolen. Na een korte achtervolging rondom oude schepen vindt Adam de dood en kan Bond rustig ontsnappen, waarna hij opgewacht wordt door Felix Leiter en de politie.
Terug op San Monique gaat Bond Solitaire redden van de voodoo-cultus, terwijl Quarrel de papavervelden vernietigt met explosieven. In het gevecht werpt Bond Baron Samedi in een kist vol slangen. Bond en Solitaire komen echter terecht in de ondergrondse basis van Kananga, die besluit om hen aan de haaien te voeren. Bond snijdt echter zijn boeien door waarna hij erin slaagt om Kananga de gascapsule van een haaienpistool te laten inslikken, zodat de booswicht letterlijk ontploft.
Terug in de V.S. reizen Solitaire en Bond per trein naar het noorden. Onderweg probeert Tee Hee, die als verstekeling is meegegaan, hen te vermoorden. In een fel gevecht knipt Bond de kabels van Tee Hees kunstarm door, zodat diens haak vast komt te zitten aan het raam, waarna Bond hem naar buiten gooit. Terwijl Bond en Solitaire menen dat alles weer in orde is, zit Baron Samedi springlevend voor op de trein, terwijl hij zijn duivelse lach laat weerklinken.

## Productie
Ook al was Live and Let Die het tweede boek van Ian Fleming, men heeft lang gewacht om het te verfilmen omdat films met zwarte mensen in de hoofdrol in een aantal landen, waaronder de Verenigde Staten en het Verenigd Koninkrijk, gevoelig lag. Ook een romance tussen een zwart en blank persoon zou op censuur kunnen stuiten. Begin jaren zeventig waren er al de nodige films gemaakt die in dit profiel pasten en durfde men het aan om het boek te verfilmen.

### Nieuwe Bondacteur
Omdat Sean Connery stopte als Bondacteur moest er een nieuwe acteur gezocht worden. United Artists wilde dat een Amerikaan Bond speelde en zij stelden Paul Newman, Burt Reynolds, Clint Eastwood en Robert Redford voor. Burt Reynolds werd als beste kanshebber gezien. Reynolds sloeg het aanbod af omdat hij vond dat James Bond gespeeld moest worden door een Engelsman. Daarna begon de screening opnieuw en was Anthony Hopkins een grote kansmaker. Hopkins sloeg het aanbod ook af omdat hij zich niet als James Bond zag. Uiteindelijk werd er gekozen voor de Engelsman Roger Moore. Roger Moore was de eerste Engelsman die Bond zou spelen (Connery was Schots, Lazenby was Australisch). Belangrijker was wellicht dat Moore goed in staat was de vereiste Bondhumor goed te laten landen. De hoeveelheid humor werd dan ook opgevoerd in de film. Men had al ervaring met de introductie van een nieuwe Bondacteur in de film On Her Majesty's Secret Service. Hier deed de nieuwe Bond de nodige stunts zonder dat de kijker zijn gezicht te zien krijgt waarna hij zijn bekende zin Bond.. James Bond zegt. In Live and Let Die ging men subtieler te werk. Bond wordt meteen na de titelsong getoond maar om te laten zien dat het om een nieuwe Bond ging werd Moore getoond met kleine verschillen t.o.v. van de eerdere Bond. O.a. doordat hij geen wodka-Martini maar bourbon drinkt. Bijzonder is ook dat men een kijkje bij Bond thuis krijgt. Ook gebruikt hij in zijn eerste film weinig gadgets.

### Locaties
Een deel van de opnamen vond plaats in Harlem in  New York. Om hier te kunnen werken moest er geld aan plaatselijke bendes worden betaald. Manciewicz wilde een deel van de film in New Orleans zou spelen maar omdat er oorspronkelijk alleen een moord gepleegd zou worden zouden ze hier geen budget voor krijgen. Er moest dus een verhaal bedacht worden dat zich voor een groot deel in Louisiana afspeelt.
Er is overwogen om de opnames in San Monique in Haïti op te nemen. Hier wordt Vodou (de lokale variant van Voodoo) veel gepraktiseerd en ook de sfeer in het land past beter bij de film. Men durfde het door de instabiliteit in het land echter niet aan. Uiteindelijk is er gekozen voor Jamaica.

### Bijzondere stunts
De stunt met de ontsnapping uit de krokodillenfokkerij werd uitgevoerd op Jamaica, door de echte eigenaar van de fokkerij. De pootjes van de krokodillen werden vastgebonden zodat ze op dezelfde plek bleven liggen en hij rende er dan overheen. Hij moest het vijf keer overdoen. De vierde keer struikelde hij, en viel in het water en werd in zijn schoen gebeten. Deze eigenaar heette "Ross Kananga" en men besloot het karakter van de hoofdschurk naar hem te vernoemen. Het bordje met "Tresspassers will be eaten" stond al bij de fokkerij en paste uitstekend in de sfeer van de film.
Na de ontsnapping volgt een achtervolging met speedboten. Er werden er 26 aangeschaft en 9 zouden heel blijven. Een van de speedboten komt bovenop een politieauto terecht. Dit is per ongeluk gebeurd maar werd wel in de film verwerkt. Bij een van de sprongen met de speedboten werd een hoogte bereikt waarmee onbedoeld een wereldrecord werd gevestigd dat in het Guinness Book of Records terecht kwam.
De stunt met de dubbeldeksbus werd uitgevoerd door Maurice Patchett die zelf instructeur voor buschauffeurs in Londen was geweest. De bus werd eerst doorgezaagd en op rollers gemonteerd. De bus rijdt niet al te hard onder de brug door en de stunt ging meteen bij de eerste opname al goed.
Bij de scène met Solitaire die vastgebonden door een slang gebeten zou worden ging wat mis. De priester werd zelf gebeten, liet de slang vallen en rende weg en de slang kroop naar haar toe terwijl ze niet kon vluchten.

## Filmlocaties
- Pinewood Studio's in Londen, Engeland
- Londen, Engeland
- French Quarter in New Orleans, Verenigde Staten
- New York in de Verenigde Staten
- Lakefront Airport in New Orleans, Verenigde Staten
- Sans Souci Hotel in Ocho Rios, Jamaica
- Restaurant The Ruins in Ocho Rios, Jamaica
- Lucea in Jamaica
- Hampden Wharf Jetty in Jamaica
- Crowdad Bridge in Louisiana, Verenigde Staten
- Runaway Caves & Green Grotto in Runaway Bay, Jamaica

## Rolverdeling
| Acteur           | Personage           | Opmerkingen                             |
| ---------------- | ------------------- | --------------------------------------- |
| Roger Moore      | James Bond          |                                         |
| Bernard Lee      | M                   |                                         |
| Lois Maxwell     | Miss Moneypenny     |                                         |
| Jane Seymour     | Solitaire           |                                         |
| Yaphet Kotto     | Dr. Kananga/Mr. Big |                                         |
| Julius Harris    | Tee Hee             | Kananga's handlanger                    |
| Geoffrey Holder  | Baron Samedi        | Kananga's handlanger                    |
| Gloria Hendry    | Rosie Carver        | CIA-agente in San Monique               |
| Clifton James    | Sheriff J.W. Pepper |                                         |
| Roy Stewart      | Quarrel Jr.         | Zoon van de Quarrel uit Dr. No          |
| David Hedison    | Felix Leiter        |                                         |
| Earl Jolly Brown | Whisper             | Kananga's handlanger                    |
| Tommy Lane       | Adam                | Kananga's handlanger                    |
| Lon Satton       | Harry Strutter      | CIA-agent in New York                   |
| Arnold Williams  | Taxichauffeur #1    |                                         |
| Michael Ebbin    | Dambala             | Voodoo-priester en Kananga's handlanger |
| Ruth Kempf       | Mrs. Bell           |                                         |
| Madeline Smith   | Miss Caruso         | Italiaans agente en Bonds date          |

## Filmmuziek
De titelsong van de film, Live and Let Die, wordt gezongen door Paul McCartney and Wings. De filmmuziek werd niet gecomponeerd door John Barry die meestal de muziek voor Bondfilms voor zijn rekening nam, maar door Beatle-producer George Martin.
De titelsong is uiteraard aan het begin van de film te horen. Tijdens de film wordt deze ook nog een keer gezongen door de zangeres B. J. Arnau tijdens een optreden in de Fillet of Soul.
1. Live and Let Die - Main Title
2. Just a Closer Walk With Thee/New Second
3. Bond Meets Solitaire
4. Whisper Who Dares
5. Snakes Alive
6. Baron Samedi's Dance of Death
7. San Monique
8. Fillet of Soul-New Orleans/Live and Let Die/Fillet of Soul-Harlem
9. Bond Drops In
10. If He Finds It, Kill Him
11. Trespassers Will Be Eaten
12. Solitaire Gets Her Cards
13. Sacrifice
14. James Bond Theme
15. Gunbarrel/Snakebit
16. Bond to New York
17. San Monique
18. Bond and Rosie
19. The Lovers
20. New Orleans
21. Boat Chase
22. Underground Lair

## Boek en film
De film is losjes gebaseerd op de roman van Ian Fleming, maar kent in de grote lijn al sterke afwijkingen. In de roman is Buonaparte Ignace Gallia, alias Mr Big, een gangsterleider die gouden munten smokkelt voor SMERSH. In de film is Mr Big een schuilnaam van Dr. Kananga, de dictator van het fictieve eiland San Monique, die plannen heeft voor grootschalige heroïnesmokkel naar Amerika. De roman speelt zich voor een groot deel op Jamaica af en andere locaties zijn Harlem (New York) en Florida. Terwijl voor de film het fictieve eiland San Monique werd bedacht. Verder spelen delen zich af in Harlem en omdat de scriptschrijver een Jazzliefhebber was werden scènes in New Orleans en Louisiana gesitueerd. Twee scenes uit het boek kwamen niet in de film en werden in latere Bondfilms verwerkt. De scène waarbij Felix Leiter deels aan een haai gevoerd werd. Deze werd in de film Licence to Kill verwerkt. De andere die waarbij Bond met een vrouw vastgebonden achter een boot over een koraalrif worden gesleurd. Deze scène kwam in de film For Your Eyes Only terecht. Er is wel geopperd dat het karakter van Dr. Kananga (in de film) geïnspireerd is op François Duvalier, de voormalig dictator van Haïti die zich ook met Voodoorituelen omringde. Dit geldt niet voor het karakter uit het boek want dat is al geschreven voordat Duvalier president werd.
Solitaires ware naam komt wel voor in de roman. In de roman vraagt ze Bond om hulp om aan Mr Big te ontsnappen terwijl ze in de film door Bond wordt overgehaald om hem te helpen. Bond ontmaagdt haar In de roman pas op het einde van het verhaal en er wordt daar niet gesuggereerd dat ze hiermee haar gave verliest. In de roman gebruikt ze geen tarot- maar speelkaarten. Baron Samedi komt niet voor in de roman maar Mr Big doet zich voor als de Voodoogod Baron Samedi. Tee Hee heeft in de roman een veel kleinere rol en geen ijzeren klauw.
Quarrel Jr. die Bond helpt is in de film de zoon van Quarrel die in de film Dr. No gedood is. Het boek Live and Let Die is echter eerder geschreven dan het boek Dr. No. In de beide boeken gaat het gewoon om dezelfde Quarrel.

## Trivia
- John Barry componeerde de filmmuziek niet, maar liet dit over aan Paul McCartney en George Martin.
- Sean Connery zou $ 5.500.000 hebben gekregen als hij zelf Bond had gespeeld in Live and Let Die. Hij weigerde echter.
- De "Redneck" (stereotype van een arme conservatieve blanke uit het zuiden van de VS) sheriff J.W. Pepper, werd zo populair dat hij terugkeerde in de volgende Bondfilm, waarin hij toevallig op vakantie blijkt in Thailand. Clifton James die de rol speelt kwam overigens helemaal niet uit het zuiden maar uit het noord-westen van de VS. Het accent heeft hij aangeleerd waarna hij vaker voor soortgelijke rollen werd gevraagd. Hij is universitair geschoold en tijdens de Tweede Wereldoorlog platoon sergeant geweest en hoog onderscheiden met o.a. twee Purple Hearts. Hier heeft hij waarschijnlijk zijn inspiratie voor de rol uit gehaald.[1]
- Dit is de eerste film waarin 'Q' niet voorkomt. Desmond Llewelyn zou namelijk meespelen in de televisieserie Follyfoot, waar hij echter al na 3 uitzendingen uitgeschreven werd. In plaats daarvan is het Miss Moneypenny die Bond zijn gadgets geeft.
- Op de achterkant van de tarotkaarten die in de film gebruikt worden staat in gestileerde letters "007".